# ويل سوتون
ويل سوتون (بالإنجليزية: Will Sutton)‏ هو لاعب كرة قدم أمريكية أمريكي، ولد في 3 أكتوبر 1991 في كورونا في الولايات المتحدة.

## وصلات خارجية
- ويل سوتون على موقع مرجع كرة القدم المحترفة.كوم (الإنجليزية)
- ويل سوتون على موقع كلية كرة القدم في سبورتس رفرنس.كوم (الإنجليزية)